# CCE MC-4000
O MC 4000 Exato Pro foi um clone do Apple II Plus produzido pela empresa brasileira CCE no início da década de 1980.

## Características
- Teclado: mecânico, 64 teclas, teclado numérico reduzido (o modelo Pro contava com um teclado programável similar ao Videx Keyboard Enhancer)
  - 16 teclas de função programáveis no modelo Pro dispostas em um teclado de membrana
- Display:
  - 40 X 24 texto
    - Gerador de caracteres específico para língua portuguesa no modelo Pro permitindo mostrar acentuação e caracteres especiais como "ç"

  - 80 X 24 texto (com cartão de 80 colunas VIDEO CARD 80 ou similar)
  - 40 X 40 (ou 48) com 16 cores
  - 280 X 192 com seis cores
- Expansão:
  - 8 slots internos
- Portas:
  - 1 saída de vídeo para TV (NTSC/PAL-M)
  - 1 conector para joystick
- Armazenamento:
  - Gravador de cassetes
  - Drive de disquete externo de 5 1/4" (face simples, 143 Kb)